# Bosznia-Hercegovinában történt légi közlekedési balesetek listája
A Bosznia-Hercegovinában történt légi közlekedési balesetek listája mind a halálos áldozattal járó, mind pedig a kisebb balesetek, meghibásodások miatt történt, gyakran csak az adott légiforgalmi járművet érintő baleseteket is tartalmazza évenkénti bontásban.

## Bosznia-Hercegovinában történt légi közlekedési balesetek

### 2004
- 2004. február 26., Stolac közelében. A macedón elnököt szállító kis repülőgép 9 utassal és a személyzettel lezuhant a hegyvidéken, Bosznia-Hercegovinában.[1]

### 2017
- 2017. május 13., Mostar közelében. Egy kis repülőgép kigyulladt és lezuhant Mostar közelében. A gépen utazók közül 5 fő, köztük 3 gyermek vesztette életét.[2]